# Alternanthera tucumana
Alternanthera tucumana là loài thực vật có hoa thuộc họ Dền. Loài này được Lillo mô tả khoa học đầu tiên năm 1916.